# Fentinacetat
Fentinacetat ist eine chemische Verbindung aus der Gruppe der zinnorganischen Verbindungen und der Essigsäureester von Fentin.

## Gewinnung und Darstellung
Fentinacetat kann durch Reaktion von Chlorbenzol mit Magnesium, Zinntetrachlorid in einer Grignard-Reaktion und anschließender Umsetzung mit Essigsäure gewonnen werden.

## Eigenschaften
Fentinacetat ist ein brennbarer farbloser Feststoff mit aromatischem, leicht säuerlichem Geruch, der praktisch unlöslich in Wasser ist. Er zersetzt sich bei Erhitzung. Fentinacetat ist in trockenem Zustand stabil, hydrolysiert aber rasch in Gegenwart von Wasser.

## Verwendung
Fentinacetat wird als Fungizid verwendet. Es ist auch als Herbizid (Handelsname Brestan) gegen Algen in Reisfeldern sowie als Molluskizid einsetzbar. Er wurde in den 1950er-Jahren von Van der Kerk und Luijten entwickelt.

## Zulassung
Fentinacetat war in der BRD zwischen 1971 und 1997, in der DDR bis 1994 (Zulassung im Beitrittsgebiet) zugelassen.
Die EU-Kommission entschied 2002, Fentinacetat nicht in die Liste der zulässigen Pflanzenschutzmittel-Wirkstoffe nach Anhang 1 der Richtlinie 91/414/EWG aufzunehmen.
In Deutschland, Österreich und der Schweiz sind keine Pflanzenschutzmittel mit diesem Wirkstoff zugelassen.